# Intyamon
Das Intyamon ist ein Tal in den Freiburger Voralpen im Süden des Schweizer Kantons Freiburg zwischen Enney und Montbovon.
Der Name stammt aus dem lokalen Patois und bedeutet « zwischen Gebirgen » mit dem Gebirgszug mit Moléson und Vanil des Artses im Westen und dem Vanil Noir im Osten.
Dazwischen liegen die Gemeinden Bas-Intyamon und Haut-Intyamon, die beide zum Greyerzbezirk und zum Parc naturel régional Gruyère Pays-d’Enhaut gehören.
Im Tal mündet der Hongrin in die Saane, die über Aare und Rhein in die Nordsee entwässert.
Die Wirtschaft des Tals ist geprägt von Land- und Forstwirtschaft.